# Сайфетдинов, Рашид Абдулхакович
Рашид (Рашит) Абдулхакович Сайфетдинов (род. 1936) — советский хоккеист, нападающий.
В сезоне 1953/54 играл в первенстве РСФСР во второй команде клуба из Электростали. За первую команду провёл восемь сезонов (1955/56 — 1963/64) в чемпионате СССР. Играл за «Труд» Павловский Посад (1963/64) и «Спутник» Нижний Тагил (1964/65).